# Jocul (film din 1989)
Jocul (titlu original: Deceit) este un film american  științifico-fantastic din 1989 regizat de Albert Pyun. Unele surse citează data de lansare ca fiind în 1990, 1992 sau 1993. Rolurile principale au fost interpretate de actorii Norbert Weisser, Sam Phillips și Scott Paulin.

## Prezentare
Un bărbat necunoscut se sinucide bând înălbitor. După moartea sa, trupul său este posedat și el pretinde că numele său este un diavol sexual extraterestru pe nume Bailey.
Doi extratereștri sosesc pe Pământ cu intenția de a-l arunca în aer, dar întâlnesc o blondă fierbinte și decid să amâne distrugerea planetei pentru a o urmări.

## Distribuție
- Norbert Weisser - Bailey
- Christian Andrews - Niram
- Diane Defoe - Wilma
- Samantha Phillips - Eve
- Scott Paulin - Brick